# Lousada (Guntín)
Lousada (llamada oficialmente Santa Eulalia de Lousada) es una parroquia y una aldea española del municipio de Guntín, en la provincia de Lugo, Galicia.

## Otras denominaciones
La parroquia también es conocida por el nombre de Santabaia de Lousada.

## Organización territorial
La parroquia está formada por tres entidades de población, constando una de ellas en el nomenclátor del Instituto Nacional de Estadística español:
- Cimadevila
- Lousada
- Santa Eulalia

## Demografía
Gráfica demográfica de la aldea y parroquia de Lousada según el INE español:
| Gráfica de evolución demográfica de Lousada entre 2000 y 2020 |
|                                                               |
| Datos según el nomenclátor publicado por el INE.              |